# Vanessa Ferlito
Vanessa Ferlito (Brooklyn, Nueva York; 28 de diciembre de 1980) es una actriz estadounidense de ascendencia italiana.

## Carrera
Con poco más de veinte años debutó en el cine al intervenir en el drama psicológico-sexual On Line en 2002. Al margen de la gran pantalla, ha aparecido en diversas series de televisión, como 24, CSI: Nueva York y Los Soprano, y en el telefilm de John Leguizamo Undefeated. Ferlito decidió dejar su papel de detective Aiden Burn en CSI: New York porque quería centrar su carrera en el mundo del cine y el teatro. En 2013 regresó a la televisión con Graceland y desde 2016 con NCIS: New Orleans.

## Vida personal
Ferlito, de ascendencia italiana, nació en Brooklyn, Nueva York. Su padre murió cuando tenía sólo dos años debido a una sobredosis de heroína. Su madre y su padrastro tienen su propio salón de belleza en Brooklyn. En septiembre de 2007 dio a luz a su primer hijo.
Su maquilladora Kara la animó a convertirse en vegetariana y defensora de los derechos de los animales, por lo que pasó a ser un miembro activo de Personas por el Trato Ético de los Animales (PETA).

## Filmografía

### Cine
| Año  | Título                          | Papel                        | Notas                            |
| ---- | ------------------------------- | ---------------------------- | -------------------------------- |
| 2002 | On Line                         | Jordan Nash                  |                                  |
| 2002 | 25th Hour                       | Lindsay Jamison              |                                  |
| 2004 | Spider-Man 2                    | Louise                       |                                  |
| 2004 | The Tollbooth                   | Gina                         |                                  |
| 2005 | Man of the House                | Heather                      |                                  |
| 2005 | Shadowboxer                     | Vicki                        |                                  |
| 2006 | Gridiron Gang                   | Lisa Gonzales                |                                  |
| 2007 | Death Proof                     | Arlene/"Butterfly"           | Grindhouse                       |
| 2007 | Descent                         | Muchacha latina de la bodega |                                  |
| 2008 | Nothing Like the Holidays       | Roxanna Rodríguez            |                                  |
| 2009 | Madea Goes to Jail              | Donna                        |                                  |
|      | Julie & Julia                   | Cassie                       |                                  |
| 2010 | Wall Street: Money Never Sleeps | Audrey                       |                                  |
| 2012 | Stand up guys                   | Sylvia                       |                                  |
| 2013 | Duke                            | Cookie                       |                                  |
| 2015 | All Mistakes Buried             | Franki                       | Título original: "The Aftermath" |

### Televisión
| Año        | Título            | Papel                              | Notas                             |
| ---------- | ----------------- | ---------------------------------- | --------------------------------- |
| 2001–2004  | The Sopranos      | Tina Francesco                     | 2 Episodios                       |
| 2002       | Third Watch       | Val                                | 1 Episodio                        |
| 2003       | Law & Order       | Tina Montoya                       | 1 Episodio                        |
| 2003       | Undefeated        | Lizette Sánchez                    | Película de televisión            |
| 2003–2004  | 24                | Claudia                            | 11 Episodios                      |
| 2004       | CSI: Miami        | Detective Aiden Burn               | 1 Episodio                        |
| 2004–2006  | CSI: NY           | Detective Aiden Burn               | 27 Episodios                      |
| 2006       | Drift             | Georgia Fields                     | Piloto. No vendido                |
| 2011       | Cooper and Stone  | Angela Stone                       | Piloto. No vendido                |
| 2013- 2015 | Graceland         | Agente Catherine "Charlie" Demarco | Personaje principal. 39 Episodios |
| 2016- 2021 | NCIS: New Orleans | Exagente FBI Tammy Gregorio        | Personaje principal. (T 3-7)      |
| 2024       | Griselda          | Carmen                             |                                   |